# Trínculo (satélite)
Trínculo es un satélite irregular retrógrado del planeta Urano. Fue descubierto el 13 de agosto de 2001 por Holman, et al, y recibió la designación provisional de S/2001 U 1.
Tras ser confirmado como Urano XXI, fue bautizado con el nombre del bufón borracho Trínculo, perteneciente a la obra de teatro La tempestad de William Shakespeare.